# Jüdischer Friedhof (Jodłowa)

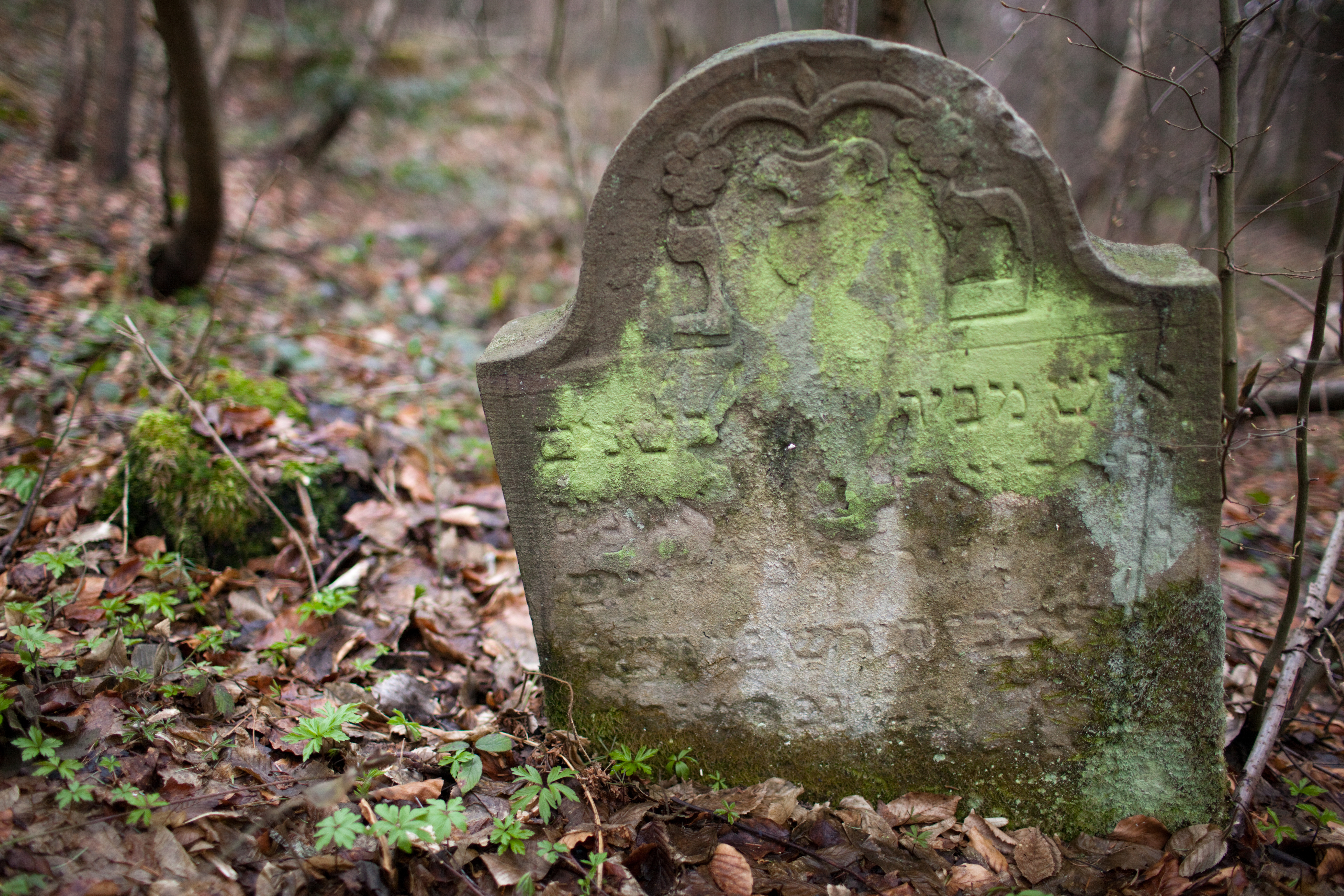
Grabstein mit hebräischer Inschrift auf dem jüdischen Friedhof in Jodłowa

Der Jüdische Friedhof in Jodłowa, einer polnischen Ort im Powiat Dębicki in der Woiwodschaft Karpatenvorland, wurde im 19. Jahrhundert angelegt. Er liegt südlich des Ortes in einem Wald.
Auf dem jüdischen Friedhof sind heute nur noch wenige Grabsteine erhalten, die meistens von Pflanzen überwuchert oder in das Erdreich eingesunken sind.